# Jüdischer Friedhof (Glesch)
Der Jüdische Friedhof Glesch lag am gegenüberliegenden Ufer der Erft bei Glesch, einem Stadtteil von Bergheim im Rhein-Erft-Kreis (Nordrhein-Westfalen).
Von dem jüdischen Friedhof ist heute nichts mehr zu sehen. Er wurde im 19. Jahrhundert und 20. Jahrhundert belegt. Der Begräbnisplatz musste 1969 dem fortschreitenden Braunkohletagebau weichen. Die Gräber wurden auf den jüdischen Friedhof in Elsdorf umgebettet.